# Orthurethra
Sous-ordre
Orthurethra est un sous-ordre de mollusques gastéropodes.

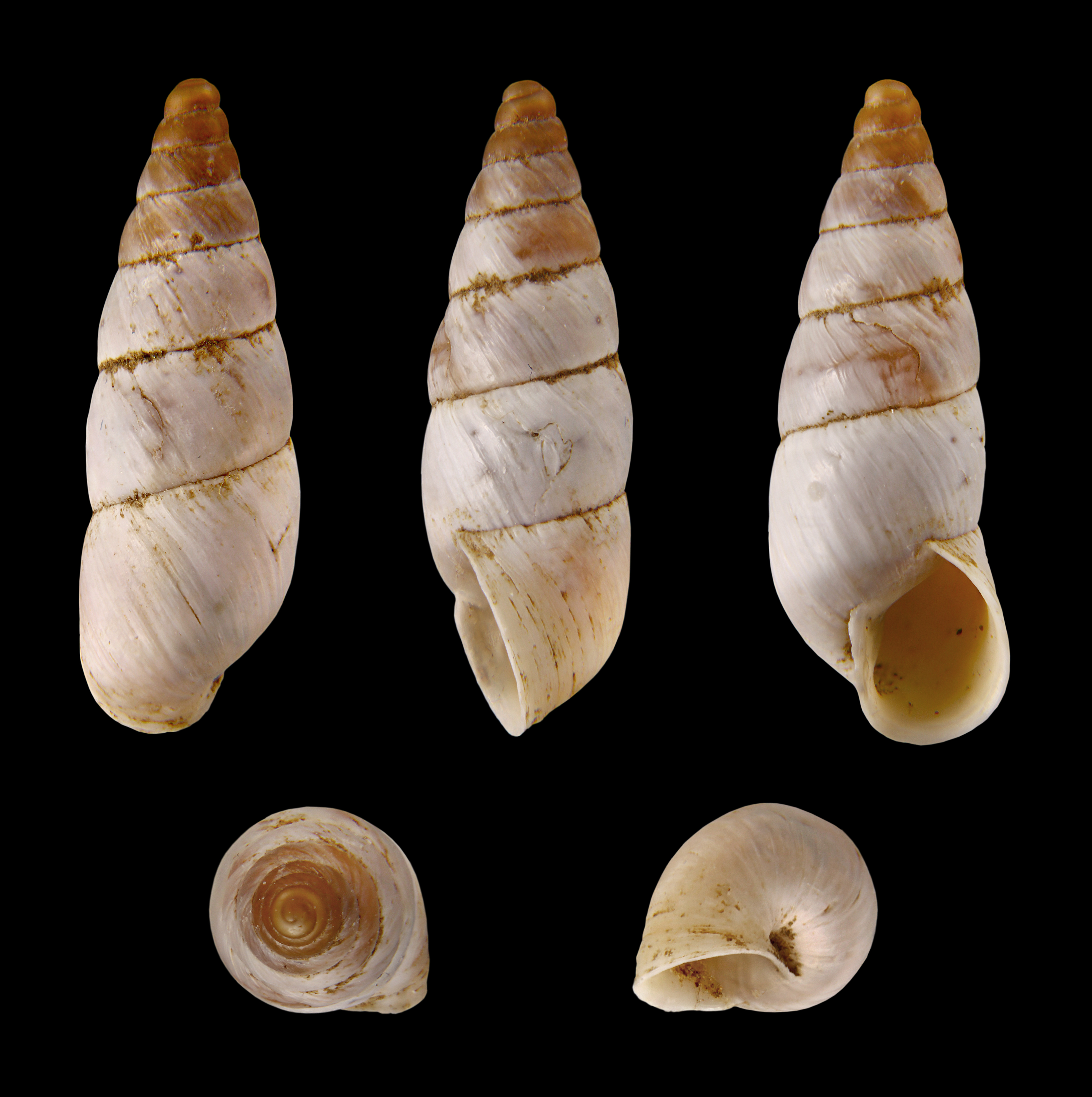
Zebrina caesia (famille des Enidae (17-21 x 6-7 mm)

## Superfamilles et familles
Superfamilles et familles de l'ordre Orthurethra 
Les familles qui ont disparu (exclusivement connues par leur forme fossile) sont marquées d'une croix (†)
- Super-famille Partuloidea
  - Famille Partulidae
  - Famille Draparnaudiidae
- Super-famille Achatinelloidea
  - Famille Achatinellidae
- Super-famille Cochlicopoidea
  - Famille Cochlicopidae
  - Famille Amastridae
- Super-famille Pupilloidea
  - Famille Pupillidae
  - Famille Argnidae
  - Famille Chondrinidae
  - † Famille Cylindrellinidae
  - Famille Lauriidae
  - Famille Orculidae
  - Famille Pleurodiscidae
  - Famille Pyramidulidae
  - Famille Spelaeodiscidae
  - Famille Strobilopsidae
  - Famille Valloniidae
  - Famille Vertiginidae
- Super-famille Enoidea
  - Famille

Enidae
- - Famille Cerastidae

## Liste simplifiée des familles
N.B. : cette liste est peut-être incomplète.
- Achatinellidae
- Amastridae
- Chondrinidae
- Cochlicopidae
- Enidae
- Orculidae
- Partulidae
- Pleurodiscidae
- Pyramidulidae
- Vertiginidae